# Carlos d'Eschevannes
 (mars 2017).
Si vous disposez d'ouvrages ou d'articles de référence ou si vous connaissez des sites web de qualité traitant du thème abordé ici, merci de compléter l'article en donnant les références utiles à sa vérifiabilité et en les liant à la section « Notes et références ».
Carlos d’Eschevannes, à l'état civil Charles Marie Joseph Poncelin d’Echevannes, né à Vitry-le-François (Marne) le 26 juin 1886 et mort à Paris le 28 juin 1970, est un écrivain, poète, militaire et médecin français. 
Évêque puis patriarche d'une Église catholique indépendante dénommée « Église gallicane, tradition apostolique de Gazinet » de 1954 à 1970, son nom ecclésiastique était :« Mgr Irénée Poncelain d'Eschevannes » .

## Biographie
Il est le fils de Émile Célestin et de Anne Marie Valentine Lebrun.
Carlos d’Eschevannes fait d'assez longues études classiques et scientifiques dont on retrouve les traces dans la diversité de son œuvre littéraire. Il devint médecin militaire avec le grade de lieutenant durant la Première Guerre mondiale et ce n'est qu'assez tardivement qu'il vient au sacerdoce, tout en ayant auparavant au sein du tiers ordre franciscain mené une vie profondément mystique. Il s'en confie lui-même dans le journal Le Gallican de février 1968 : « ... Il m’en est resté quelque chose... J’ai aimé l’Histoire, la Géographie, les Belles Lettres... J'ai même fait une incursion dans l’art médical et chirurgical pendant la guerre de 14-18..., après avoir étudié les sciences physiques, chimiques et naturelles. Ce n’est qu’il y a vingt ans que j'ai retrouvé ma vocation première, que j’ai aimé la théologie, la liturgie, bref ! que je suis devenu un prêcheur l’Évangile. »
Il est ordonné prêtre au sein de l’Église gallicane, tradition apostolique de Gazinet, le 23 mars 1952 par Monseigneur Gérard-Marie-Edmond Lescouzères. Élu évêque par l’association cultuelle d’Île-de-France, il est consacré par Mgr Bloom Van Assendelft assisté de NN SS Bonjer et Malvy, le 20 février 1955, comme évêque gallican sur le siège d'Arles. Il prend pour nom épiscopal Irénée.
Très tôt intéressé par la spiritualité du grand moine irlandais saint Colomban, il s’attelle à partir de 1955 à la traduction de toute son œuvre du latin au français. Il est aussi, avec Tugdual de Saint-Dolay, à l'origine de la restauration de l’ordre monastique de Saint-Colomban, devenu depuis Fraternité de Saint-Colomban.
Tentant de regrouper toutes les communautés gallicanes, il noue de nombreuses relations amicales et œcuméniques. En 1957, à la mort de Isidore Jalbert-Ville, il devient primat de l'Église et « patriarche » en 1967.

## Œuvres
- 1912 : Mgr Pierre Dadolle, évêque de Dijon, 1906-1911, sa vie, son œuvre, 1857-1911, préface de NN SS les évêques de France.
- 1912 : Un explorateur français : Henri Moll d'après sa correspondance, préface de Maurice Barres.
- 1914 : À propos de l'hygiène alimentaire du méhari, Contribution à l'étude de la flore saharienne, préface du colonel Monteil
- 1922 : Contribution à l'histoire de Champagne. Préface de M. Léon Bourgeois, sénateur de la Marne, président du Sénat
- 1924 : La fille d'Ouessant, roman. Réédité en 2007 par les Éditions Découvrances
- 1924 : Laguerre et ses amis
- 1925 : Le Satyre de la rue Quincampoix, roman
- 1925 : L'Évangile de Jean, préface de Son Em. le cardinal Mercier, archevêque de Malines
- 1926 : La Ronde des fées, roman, préface de J. H. Rosny aîné, président de l'Académie Goncourt
- 1927 : La Dernière des Mayas, roman
- 1927 : Mag, danseuse peu sage, roman. Couverture de Marcel Thierry
- 1927 : Le Régent et ses maîtresses ou de l'Excuse atavique, documents inédits et 4 gravures hors texte. Préface de Henri-Robert, de l'Académie française
- 1927 : Éloge de la luxure, préface de Félicien Champsaur
- 1928 : La Sirène des ravageurs, roman. Bois gravé par Gaston Auger-Stève
- 1929 : Les Rayons ultra-violets
- 1930 : Un mec du milieu, roman
- 1930 : La Vie d'Ambroise Paré, Père de la chirurgie, 1510-1590, préface du professeur J.-L. Faure
- 1934 : Un chrétien et un savant. Pasteur. Sa vie, sa foi, son œuvre. 1822-1895. (Documents inédits.), 2e édition
- 1935 : La Légende du carillon, opérette en un acte
- 1935 : Le Merveilleux Corps humain. Anatomie et physiologie élémentaires, suivies de quelques conseils pratiques pour soins d'urgence...
- 1937 : L'histoire merveilleuse de Merlin l'Enchanteur, récit précédé de Stances et suivi d’un sonnet. Dessins originaux de Madame V. d'Eschevannes. Lettre-préface de Paul Valéry.
- 1937 : Le Festin chez Cesar, drame en 2 actes et 1 tableau final, Dijon, salons de la Comtesse V. d'Eschevannes.
- 1947 : Rebâtissons notre maison, pièce en 3 actes.
- 1947 : La Vie, l'œuvre et la mort de Mère Madeleine d'Eschevannes, Âme de souffrance, par son frère le Dr Carlos d'Eschevannes